# Армия освобождения Каприви
Армия освобождения Каприви (англ. Caprivi Liberation Army) — политическая сила, которая вела вооружённую борьбу в регионе Полоса Каприви на севере Намибии. Армия состояла из представителей народа лози.

## История
В Намибии лози являются меньшинством (всего 4 % населения), большинство из них проживают в Каприви, в регионе, который расположен к югу от государства Замбия. Плодородные земли Каприви являются важной экономической составляющей экономики Намибии.
В 1972 году власти Южно-Африканской Республики, чьей колонией фактически являлась в то время Намибия, организовали для народа лози резервацию (бантустан), первоначально получившую название Восточный Каприви, впоследствии именуемую обычно Лози. В 1976 году бантустан Лози получил самоуправление. В конце 1980-х годов на фоне падения режима апартеида в ЮАР началась подготовка к созданию на территории Юго-Западной Африки нового государства - Намибия. В мае 1989 года бантустан Лози был ликвидирован.
В 1994 году была сформирована Армия освобождения Каприви, которая начала проводить кампанию за предоставление автономии региону и установлению более тесных связей с народом лози на западе Замбии. С 1998 года противостояние конфликта перешло в вооружённую фазу. По оценкам около 2,500 намибийцев из полосы Каприви бежали от вооружённых действий в Ботсвану, а лидер организации Мишаке Муйонго получил убежище в Дании.